# Vaspurakansko kraljestvo
Vaspurakansko kraljestvo (armensko Վասպուրականի թագավորություն, latinizirano: Vaspurakani t’agavorut’jun) je bilo srednjeveško armensko kraljestvo s središčem ob Vanskem jezeru v sedanji vzhodni Turčiji in severozahodnem Iranu. Ime je dobilo po Vaspurakanu, provinci zgodovinske Velike Armenije. Vladala mu je dinastija Arcruni, ki je nekaj več kot stoletje tekmovala in sodelovala z Bagratidsko Armenijo. Zadnji vaspurakanski vladar je svoje kraljestvo po smrti leta 1021 prepustil Bizantinskemu cesarstvu. 

## Zgodovina
V Vaspurakanskem kraljestvu je vladala starodavna armenska plemiška družina Arcruni. Arcrunidi so med upadanjem arabske oblasti v 9. stoletju utrdili svojo oblast v Vaspurakanu. Istočasno so Bagratidi utrjevali oblast v svojem delu Armenije. Leta 885 je Bagratid Ašot I. prejel priznanje za armenskega kralja. Leta 908, med vladavino Ašotovega naslednika Smbata I., je Gagika I. Arcrunija za kralja priznal sadžidski vladar Jusuf in se z njim povezal, da bi skupaj napadla Bagratidsko  Armenijo. Po Smbatovi smrti leta 914 se je Gagik povezal z novim bagratidskim Ašotom II., da bi skupaj premagala Arabce.
Vaspurakansko kraljestvo je doseglo svoj vrh okoli leta 929 pod vladavino Gagika I., ki se je imel za armenskega kralja.  Izvedel je vrsto gradbenih projektov, zlasti na Akdamarju, otoku na Vanskem jezeru, kjer je bila ena od njegovih rezidenc. Akdamar je služil tudi kot rezidenca armenskega katolikosa, ko so Dvin zasedli Arabci, kar je Gagiku omogočilo, da je vplival na izvolitev več katolikosov in še bolj utrdil svojo oblast. Vaspurakan je v svojem največjem obsegu leta 908 obsegal ozemlje med Vanskim in Urmijskim jezerom, znano tudi kot Kaputan, ter večino zgodovinskih provinc Vaspurakana in Moka. V 910. letih je začasno vladal tudi v delih provinc Ajrarat, Taron in Korčajk. Kraljestvo ni imelo posebne prestolnice. Dvor se je selil skupaj s kraljem iz kraja v kraj, iz Vana v Ostan/Vostan (sodobni Gevaş) in Akdamar in tako naprej.
Gagik I. se je v 30. letih 10. stoletja poskušal kosati z Abasom I. Armenskim, a je bil na koncu prisiljen sprejeti nadoblast Bagratidske Armenije. Gagik je umrl leta 943. Nasledil ga je sin Derenik I. Arcruni, ki je umrl 953 brez dediča. Nasledil ga je brat Abusal-Hamazasp, po čigar smrti je bilo kraljestvo razdeljeno med njegove tri sinove: Ašota-Sahaka, Gurgena-Hačika in Senekerima-Hovhannesa. Najstarejši brat Ašot je obdržal kraljevi naslov in suverenost nad svojimi mlajšimi brati. Po Ašotovi smrti je prestol mimo Ašotovih sinov prevzel Gurgen. Na enak način je po Gurgenovo smrti leta 1003 prestol prevzel Senekerim-Hovhannes. 
Senekerim-Hovhannes je svojo hčerko poročil z Bagratom III. Gruzijskim in z njim poskušal sklenil zavezništvo proti Bizantinskemu cesarstvu, ki je vztrajno prodiralo proti vzhodu. Leta 1016 so kraljestvo opustošili Seldžuki, leta 1021 pa je kralj Senekerim-Hovhannes odstopil svoje kraljestvo Bizantinskemu cesarstvu in v zameno dobil Sebastejo z ozemljem do Evfrata. Vaspurakan je postal bizantinsko okrožje (tema) Vasprakanija ali Medija. Okoli leta 1050 se je Vasprakanija združila s Taronom, potem pa so jo v letih 1054–1056 osvojili Seldžuki. 
Po bizantinski priključitvi se je dinastija Arcruni nadaljevala z Derenikom, sinom Gurgen-Hačika, ki je leta 1004 postal gospodar Ancivazika in imel dva brata: Gugika in Ašota. Več otrok je imel tudi Senekerim-Hovhannes, med njimi Davida, Atoma, Abušala in Konstantina. Obstaja legenda, da se je ena od Senekerimovih hčera poročila z Mendom Alaojem, Alanom, ki je živel v Luzitaniji. David je imel hčer, ki se je poročila s kraljem Gagikom II. Anijskim. 
Druga veja družine se je pojavila leta 1040 v osebi Hačika Gluhega, ki je imel tri sinove: Hasana, Djendžluka in Iškanika. Hasan je imel sina Abelghariba, ki je imel hčer, ki se je poročila s princem Davidom, sinom Gagika II. Armenskega.

## Vladarji

### Knezi
- Hamazasp II. (800–836), poročen s hčerko Bagratida Ašota Msakerja.
- Ašot I. Abulab Arcuni (836–852, prvič), sin Hamazaspa II.
- Gurgen I. Arcuni (852–853), brat Ašota I.
- Abu Džafar Arcuni (853–854), verjetno brat Ašota I.
- Gurgen II. Arcuni Mardastanski (854–857), daljni sorodnik.
- Grigor-Derenik Arcuni (857–868), sin Ašota I., poročen s Sofijo, hčerko Ašota I. Armenskega.
- Ashot I Abulab Arcuni (868–874, drugič).
- Grigor-Derenik Arcuni (874–887, drugič).
- Gagik Abu Morvan Arcuni (887–896), regent za sinove Grigor-Derenika, zatem uzurpator (896–898).
- Ašot-Sargis Arcuni (Ašot II., 898–900). Sin Grigor-Derenika.
- Vaspurakan okupira sadžidski emir Mohamed al-Afšin (900).
- Safi kot guverner Vana (900–901).
- Ašot-Sargis Arcuni (Ašot II., 901–904), ponovno. Po njegovi smrti je bilo kraljestvo razdeljeno med:
- Gagika III. Arcunija, brata Ašot-Sargisa, kasneje kralja v severozahodnem Vaspurakanu (904–908).
- Gurgena III. Arcunija, brata Ašot-Sargisa, kneza v jugovzhodnem Vaspurakan (904–925).

### Kralji
- Gagik I. (III.) (908–925 v severozahodnem delu, 925–943 v celem Vaspurakanu)
- Derenik-Ašot Vaspurakanski (Ašot I., 943–953), sin Gagika I.
- Abusal-Hamazasp Vaspurakanski (953–972), brat Derenik-Ašota I.
- Ašot-Sahak Vaspurakanski (972–983), sin Abusal-Hamazaspa.
- Gurgen-Hačik Vaspurakanski (Gurgen IV., 983–1003) in gospod Ancevasika, brat Ašot-Sahaka.
- Senekerim-Hovhannes (1003–1021) in gospod Rehtinika, brat Ašot-Sahaka.